# Wilson (Carolina del Nord)
Wilson és una població dels Estats Units i seu del comtat del mateix nom a l'estat de Carolina del Nord. Segons el cens del July 2007 census tenia 47.380 habitants.

## Demografia
Segons el cens del 2000, Wilson tenia 44.405 habitants, 17.296 habitatges i 11.328 famílies. La densitat de població era de 736,1 habitants per km².
Dels 17.296 habitatges en un 31,6% hi vivien nens de menys de 18 anys, en un 42% hi vivien parelles casades, en un 19,3% dones solteres, i en un 34,5% no eren unitats familiars. En el 29,4% dels habitatges hi vivien persones soles el 10,9% de les quals corresponia a persones de 65 anys o més que vivien soles. El nombre mitjà de persones vivint en cada habitatge era de 2,47 i el nombre mitjà de persones que vivien en cada família era de 3,06.
Per edats la població es repartia de la següent manera: un 26% tenia menys de 18 anys, un 9,8% entre 18 i 24, un 28,9% entre 25 i 44, un 21,8% de 45 a 60 i un 13,5% 65 anys o més.
L'edat mediana era de 35 anys. Per cada 100 dones de 18 o més anys hi havia 83,1 homes.
La renda mediana per habitatge era de 31.169 $ i la renda mediana per família de 41.041 $. Els homes tenien una renda mediana de 30.682 $ mentre que les dones 22.363 $. La renda per capita de la població era de 17.813 $. Entorn del 16,5% de les famílies i el 21,6% de la població estaven per davall del llindar de pobresa.

## Poblacions més properes
El següent diagrama mostra les poblacions més properes.